# Disney Interactive Studios
Disney Interactive Studios (zunächst Walt Disney Computer Software, später Disney Interactive, dann Buena Vista Games Inc. und danach Disney Interactive Studios Inc.) ist ein Vertrieb von Videospielen und interaktiver Unterhaltungssoftware der Walt Disney Company.

## Geschichte

### Walt Disney Computer Software
Im Jahr 1988 wurde die Walt Disney Computer Software als Tochtergesellschaft der Walt Disney Consumer Products, einem Geschäftsbereich der Walt Disney Company, gegründet. Geführt wurde das Geschäft von Sheley Miles, der ehemaligen Vize-Präsidentin der Walt Disney Music Company.

### Disney Interactive
Im Jahr 1996 wurde die Walt Disney Computer Software umbenannt zu Disney Interactive. In den frühen Jahren arbeiteten die Entwickler von Disney Interactive eher als Publisher, zur Schaffung strategischer Entwicklungen kooperierten Spiele-Brancheführer wie Sony Computer Entertainment, Nintendo, Activision, Capcom, (die meisten Allianzen), Konami und Ubi Soft mit. Disney Interactive befasste sich unter anderem mit Massenmarketing, globale Entwicklungen, Veröffentlichungen und Verbreitungen von interaktiven Entertainment Software basierend auf sein geistiges Eigentum (einschließlich der Disney-Figuren und anderen Gebührenfreiheiten).

### Buena Vista Games
Zur Diversifizierung ihrer Portefeuille, etablierte sich das Unternehmen im Jahr 2003 als Buena Vista Games und gliedert sich in zwei Produktionen. Buena Vista Games entwickelte Titel über viele Plattformen für kreative Inhalte aus den zahlreichen Unternehmen innerhalb der Walt Disney Company und Disney Interactive vermarktet für Kinder Unterhaltungs- und Lernsoftware.

### Disney Interactive Studios Inc.
2007 wurde Buena Vista Games zu Disney Interactive Studios umbenannt. Das Studio veröffentlichte Videospiele sowohl von Disney als auch solche, die nicht von Disney waren. Seit Juni 2008 wurde Disney Interactive Media Group gegründet, ein Spin-off von Disney Interactive.

## Spiele (Auszug)
- Donald in Maui Mallard
- Kingdom Hearts
- Kingdom Hearts II
- Kingdom Hearts 3
- Kingdom Hearts: Chain of Memories
- Darkwing Duck
- Mickey’s Speedway USA
- Ducktales
- Disneys Magical Quest 2 Starring Mickey and Minnie
- Disneys Donald Duck Quack Attack
- Monster AG Schreckens-Insel
- Disneys Aladdin Nasiras Rache
- Lilo und Stitch Zoff auf Hawaii
- Toy Story 2: Buzz Lightyear eilt zur Hilfe!
- Disneys Party mit Winnie Puuh
- Pure
- Split/Second: Velocity
- Disney Micky Epic
- Micky Epic: Die Macht der 2
- Disney’s Spectrobes Der Ursprung
- Disney’s Toy Story 3
- Disney Infinity